# Upogebione phuketensis
Upogebione phuketensis is een pissebed uit de familie Bopyridae. De wetenschappelijke naam van de soort is voor het eerst geldig gepubliceerd in 1985 door John C. Markham.